# Bilian (köpinghuvudort i Kina, Zhejiang Sheng, lat 28,31, long 120,56)
Bilian (kinesiska: 碧莲, 碧莲镇) är en köpinghuvudort i Kina. Den ligger i provinsen Zhejiang, i den östra delen av landet, omkring 220 kilometer söder om provinshuvudstaden Hangzhou. Antalet invånare är 11 604. Befolkningen består av 5 964 kvinnor och 5 640 män. Barn under 15 år utgör 21,0 %, vuxna 15-64 år 63 %, och äldre över 65 år 14,0 %.
Runt Bilian är det tätbefolkat, med 266 invånare per kvadratkilometer. Närmaste större samhälle är Qiaoxia, 16,1 km söder om Bilian. I omgivningarna runt Bilian växer i huvudsak blandskog.
Genomsnittlig årsnederbörd är 2 185 millimeter. Den regnigaste månaden är juni, med i genomsnitt 368 mm nederbörd, och den torraste är januari, med 71 mm nederbörd.